# Skrzynice Drugie
Skrzynice Drugie – wieś w Polsce położona w województwie lubelskim, w powiecie lubelskim, w gminie Jabłonna. Przez Skrzynice przepływa rzeka Skrzyniczanka, która wpada do rzeki Czerniejówki.
W latach 1975–1998 miejscowość administracyjnie należała do ówczesnego województwa lubelskiego.
Wieś stanowi sołectwo gminy Jabłonna. 
Inne miejscowości o nazwie Skrzynice: Skrzynice Pierwsze, Skrzynice, Skrzynice-Kolonia